# جان وسلی
جان وسلی  (زادهٔ ۲۵ نوامبر ۱۹۲۸ – ۱۰ فوریهٔ ۲۰۲۲) وی در لس آنجلس کالیفرنیا به دنیا آمد. او یک نقاش سبک پاپ ارت بود.
او پس از داشتن چندین شغل عجیب سرانجام در سن ۲۲ سالگی نقاشی را شروع کرد.
اولین نمایشگاه او بیشتر از قطعه‌های بزرگ نقاشی‌های خیالی اکریلیک مهر و موم شده تشکیل شده بود.
او تمایل ی بسیاری به نگاه داشتن صافی و محدود کردن حوزهٔ رنگ در کارش داشت. اما تمایل بسیاری به حرکت بدن و کاریکاتورها در تصویر داشت.
اخرین چیزی که منجر یه گروه بندی او به عنوان یک هنرمند پاپ شد پیشرفت او در دههٔ ۱۹۶۰ بود.
تکنیک صرفه جویی بیشتر وابسته به یک مکتب شناخته شده به عنوان مینیمالیسم،ساده گرایی به نظر می‌رسد.
اگرچه و به راستی نزدیک‌ترین تجمع شخصی او با هنرهندانی از جمله دن فلاوین و دونالد جود، آخرین کسانی که مقاله‌ای تمجیدی در وصف کار اولیهٔ وسلی‌ها بعد از ایجاد یک فضای خلوت برای او و همراهانش در مارفا،تگزاس نوشتند.
وسلی خود مطرح کرد که کارش هم تراز با سبک سوررئالیسم (فراواقع گرایی) است، وبسیاری از نقاشی‌های او از سال ۱۹۶۰ دارای این اهمیت شدند و هنوز هم از این بعد برخوردارند. چندین مرور توسط مرکز هنر معاصر (p,s،1) در سال ۲۰۰۰ بر کار او انجام شده‌است.
او برای طراحی جلد کاتالوگ ارمونی شو در سال ۲۰۰۶ نیز دعوت شده بود، نقاشی‌های اخیر او با مبلغ قابل توجهی به فردریکس و غرفهٔ گالری فریسر داده شد، که هر کدام ان را در معرض نمایش قرار دادند.
نسخهٔ دوم نقاشی‌های او همچنین به‌طور برجسته‌ای در بوتیک ارمس در خیابان مدیسون برای نمایش قرار گرفت.
تا قبل از مرگ هانا گرین (نویسندهٔ امریکایی) در سال ۱۹۹۶ وی همسر او بود و پس از ان با پاتریشیا پرودریک که یک نقاش و نمایشنامه نویس بود ازدواج کرد، کسی که در سال ۲۰۰۳ از دنیا رفت و به مدت ۶ سال شریک زندگی وی بود.